# Oxalobacter
Oxalobacter es un género de bacterias gramnegativas de la familia Oxalobacteraceae. Fue descrito en el año 1985. Su etimología hace referencia al oxalato. Son bacterias anaerobias estrictas. Se caracteriza por tener células curvadas. Curiosamente, es el único género de la familia Oxalobacteraceae que se ha descrito como anaerobio estricto. Se encuentran en sedimentos de agua dulce y en otros ambientes anaerobios como el rumen o el tracto intestinal de humanos y animales. 

## Taxonomía
Actualmente sólo hay 2 especies descritas:
- Oxalobacter formigenes
- Oxalobacter vibrioformis